# Schäffer Szent Anna
Schäffer Szent Anna (születési nevén: Anna Schäffer) (Mindelstetten, Felső-Bajorország 1882. február 18. – Mindelstetten, 1925. október 5.) szentté avatott bajor származású misztikus.

## Élete
Anna Schäffer 1882-ben született, apja asztalos volt. A mély keresztény lelkületet édesanyjától tanulta. 1893-ban járult elsőáldozáshoz, ekkor döntött úgy, hogy később missziós nővér szeretne lenni. Apja 40 éves korában meghalt, s ekkor a család nagy szegénységbe jutott. Apja halálát követően Landshutban dolgozott, ahol 1898-ban látomásban jelent meg neki Jézus, hogy hamarosan sokat és hosszan kell szenvednie. Bár életét már ebben az évben felajánlotta Szűz Máriának mégis félelem töltötte el, attól, hogy majd szenvednie kell. S emiatt a félelme miatt megszökött akkori munkahelyéről. 
A következő helyen, egy erdészházban azonban 1901. február 4-én elkezdődött szenvedésének ideje, mivel ekkor súlyos baleset érte. Egy mosókonyhában dolgozott, ahol egy kályhacső kimozdult a helyéről, s miközben megpróbálta visszatenni a forró mosólúgba zuhant, ami miatt mind a két lába helyrehozhatatlanul roncsolódott, s félig lebénult. Ettől kezdve naponta ágyához vitték az Oltáriszentséget, s felajánlotta életét a bűnök bocsánatára. 1910 őszén rendkívüli látomásban részesült, – ahogy ő mondta, „álomban" – Anna előbb Assisi Szent Ferencet, majd a mennyországot látta, ahonnan azt a bizonyosságot kapta, hogy elfogadták áldozatát.
Ettől kezdve fogadta a hozzá kéréssel fordulók leveleit, s válaszaiban apostolkodott. Gyakorlatilag ekkor kezdte el, s hosszú éveken át folytatta, ágyhoz kötött betegként misszionáriusi tevékenységét.
1923-ban egy eksztázisában átélte a nagypénteki eseményt, és állapota rosszabbra fordult,  gerincvelőgörcsöket kapott és végbélrák is kínozta. 
Néhány héttel halála előtt kiesett az ágyából, s agyrázkódást kapott, ami a kommunikációs képességét korlátozta. 1925. október 5-én részesült a Szent Útravalóban, majd rövidesen Jézusom, neked élek! - felkiáltással meghalt. 
Temetésén hatalmas tömeg gyűlt össze. Több mint 17 ezer imameghallgatás után 1972-ben indult meg a szentté avatási eljárása, amikor is maradványait a temetőből átvitték a mindelstetteni plébániatemplomba. 
II. János Pál pápa 1999-ben boldoggá, XVI. Benedek pápa 2012-ben szentté avatta.

## Idézetek
- „Számomra mindennél előbbrevaló, hogy imádkozzam és szenvedjek az Anyaszentegyházért és pásztoraiért. A Szentáldozásban minden alkalommal arra kérem az én szeretett Megváltómat, hogy kímélje szent egyházát és pásztorait és inkább engedje meg nekem a legszörnyűbb vértanuságot, és fogadja el ezt tőlem, mint kicsiny engesztelő áldozatot.” (1929. január 29-én kelt levele)
- „Egyébként hogylétem mindenkor a kereszt és a fájdalom árnyékában, de egyben legszentebb Oltáriszentség a tiszta napsütötte kegyelmi forrásában van. E kegyelmi forrás mellett a szenvedés örömmé válik és ez az, ahol csendes nyugalmat találok a nap minden órájában.”

## Fordítás
- Ez a szócikk részben vagy egészben  az   Anna Schäffer című angol Wikipédia-szócikk fordításán alapul.  Az eredeti cikk szerkesztőit annak laptörténete sorolja fel. Ez a jelzés csupán a megfogalmazás eredetét és a szerzői jogokat jelzi, nem szolgál a cikkben szereplő információk forrásmegjelöléseként.